# قائمة سلاسل متاجر كبرى في مصر

## القائمة
| ت                                   | الاسم | صورة               | المؤسس                              | المالك                             | الجهة التابعة                                       | سنة الإنشاء        | الوصف | مصادر                       |
| سلسة متاجر تاريخية                  | سلسة متاجر تاريخية                                                                                              | سلسة متاجر تاريخية | سلسة متاجر تاريخية                  | سلسة متاجر تاريخية                 | سلسة متاجر تاريخية                                  | سلسة متاجر تاريخية | سلسة متاجر تاريخية | سلسة متاجر تاريخية          |
| ----------------------------------- | --- | ------------------ | ----------------------------------- | ---------------------------------- | --------------------------------------------------- | ------------------ | --- | --------------------------- |
|                                     | بونتريمولي |                    | هارون وفيكتور كوهين                 | هانو بنزايون                       | القابضة للسياحة والفنادق والتجارة                   |                    | تأسست محلات بونتريمولي على يد هارون وفيكتور كوهين، للعمل في مجال الديكور والأثاث. أممت الشركة إبان ثورة 23 يوليو، وتم دمجها حاليا في شركة هانو بنزايون التابعة للشركة القابضة للسياحة والفنادق والتجارة إحدى شركات وزارة قطاع الأعمال العام. | [ 1 ]                       |
|                                     | جاتينو |                    | موريس جاتينو                        | هانو بنزايون                       | القابضة للسياحة والفنادق والتجارة                   |                    | تأسست محلات جاتينو على يد موريس جاتينو محتكر تجارة الفحم ومستلزمات السكك الحديدية، والذي كان له دور هام في دعم الحركة الصهيونية ومساعدة المهاجرين اليهود. أممت الشركة إبان ثورة 23 يوليو، وتم دمجها حاليا في شركة هانو بنزايون التابعة للشركة القابضة للسياحة والفنادق والتجارة إحدى شركات وزارة قطاع الأعمال العام. | [ 1 ]                       |
|                                     | آركو |                    |                                     | هانو بنزايون                       | القابضة للسياحة والفنادق والتجارة                   |                    | هي إحدى الشركات المدمجة حاليا في شركة هانو بنزايون التابعة للشركة القابضة للسياحة والفنادق والتجارة إحدى شركات وزارة قطاع الأعمال العام. | [ 2 ]                       |
|                                     | سيمون آرزت |                    |                                     | هانو بنزايون                       | القابضة للسياحة والفنادق والتجارة                   |                    | هي إحدى الشركات المدمجة حاليا في شركة هانو بنزايون التابعة للشركة القابضة للسياحة والفنادق والتجارة إحدى شركات وزارة قطاع الأعمال العام. | [ 2 ]                       |
|                                     | واتكو | --                 |                                     | هانو بنزايون                       | القابضة للسياحة والفنادق والتجارة                   |                    | هي إحدى الشركات المدمجة حاليا في شركة هانو بنزايون التابعة للشركة القابضة للسياحة والفنادق والتجارة إحدى شركات وزارة قطاع الأعمال العام. | [ 2 ]                       |
|                                     | كرنفال دى فينيس                                                                                                 |                    |                                     | هانو بنزايون                       | القابضة للسياحة والفنادق والتجارة                   |                    | هي إحدى الشركات المدمجة حاليا في شركة هانو بنزايون التابعة للشركة القابضة للسياحة والفنادق والتجارة إحدى شركات وزارة قطاع الأعمال العام. | [ 2 ]                       |
|                                     | ليون جاني |                    |                                     | هانو بنزايون                       | القابضة للسياحة والفنادق والسينما                   |                    | هي إحدى الشركات المدمجة حاليا في شركة هانو بنزايون التابعة للشركة القابضة للسياحة والفنادق والسينما إحدى شركات وزارة قطاع الأعمال العام. | [ 2 ]                       |
|                                     | الصالون الأخضر                                                                                                  |                    |                                     | هانو بنزايون                       | القابضة للسياحة والفنادق والسينما                   |                    | هي إحدى الشركات المدمجة حاليا في شركة هانو بنزايون التابعة للشركة القابضة للسياحة والفنادق والسينما إحدى شركات وزارة قطاع الأعمال العام في 31 يناير 1992. | [ 3 ]                       |
|                                     | هانو |                    | الخواجة هانو                        | هانو بنزايون                       | القابضة للسياحة والفنادق والسينما                   | 1882               | تأسست محلات هانو عام 1882 على يد الخواجة هانو اليهودي الفرنسي كمحل للعب الأطفال في شارع الموسكي وسرعان ما ضم إليه قسم كبير للملبوسات والأقمشة ثم افتتح فرعاً ضخماً في الإسكندرية أمام فندق آبات بميدان المنشية. في عام 1887 قرر بيع المتجر الذي أصبح من أشهر المتاجر إلى أحد الموظفين الذين عملوا لديه وهو مورينيو شيكوريل مهاجر يهودي قادم من إزمير بتركيا وهو عميد عائلة شيكوريل الإيطالية الأصل. إبان ثورة 23 يوليو أممت الشركة، وتم دمجها حاليا في شركة بيوت الأزياء الراقية التابعة للشركة القابضة للسياحة والفنادق والسينما إحدى شركات وزارة قطاع الأعمال العام. | [ 1 ]                       |
|                                     | عدس | --                 | داود وإميلي عدس                     | هانو بنزايون                       | القابضة للسياحة والفنادق والسينما                   | 1950               | تأسست محلات عدس على يد داود وإميلي عدس للعمل في مجال الملابس. أمّمت الشركة في الستينيات، وتم دمجها حاليا في شركة الأزياء الحديثة التابعة للشركة القابضة للسياحة والفنادق والسينما إحدى شركات وزارة قطاع الأعمال العام. | [ 4 ]                       |
|                                     | شيكوريل |                    | مورينيو شيكوريل                     | هانو بنزايون                       | القابضة للسياحة والفنادق والسينما                   | 1887               | تأسست محلات شيكوريل عام 1887 على يد مورينيو شيكوريل عميد عائلة شيكوريل، وكان رأسمالها 500 ألف جنيه في ذلك الوقت، وعمل بها 485 موظفاً أجنبياً و142 موظفاً مصرياً ثم قام مورينيو ببيعها إلى التاجر المصري حسنين الجابري، وذلك بعد خروج اليهود من مصر بعد حرب 1956. ظلت مجموعة الفروع تعمل كمجموعة مصرية مملوكة لمصريين حتى صدرت قرارات التأميم، وكانت شيكوريل من شركات الأزياء التى صدر بها قرار تأميم وتم سحبها من عائلة الجابرى، وأصبحت ملكيتها تؤول للدولة حيث تم دمجها في شركة بيوت الأزياء الراقية التابعة للشركة القابضة للسياحة والفنادق والسينما إحدى شركات وزارة قطاع الأعمال العام. | [ 1 ]                       |
|                                     | باتا |                    | توماش باتا وأخيه أنطونين وأخته أنَّا. |                                    | وزارة قطاع الأعمال العام                            | 1894 التشيك        | باتا هي شركة تشيكية تأسست عام 1894 في قرية زلين الواقعة في جنوب جمهورية التشيك على يد توماش باتا وأخيه أنطونين وأخته أنَّا. في مصر دخلت أحذية باتا منذ ثلاثينيات القرن الماضي وبنت فيها مصنعًا للأحذية، ثم أممت عام 1961 وتم فصل شركة باتا في مصر عن الشركة الأم تحت اسم باتا - المصرية للأحذية، ولم تعد هناك أيُّ علاقة بينهما منذ ذلك الحين. أصبحت الشركة الآن إحدى شركات وزارة قطاع الأعمال العام. | [ 5 ]                       |
|                                     | بنزايون |                    | الخواجة بنزايون                     | هانو بنزايون                       | القابضة للسياحة والفنادق والسينما                   | 1950               | تأسست محلات بنزايون عام 1950 على يد الخواجة بنزايون وجرى تأميمها في 1960 وتم دمجها حاليا في هانو بنزايون التابعة للشركة القابضة للسياحة والفنادق والسينما إحدى شركات وزارة قطاع الأعمال العام. | [ 1 ] [ 4 ]                 |
|                                     | ريفولي |                    |                                     | هانو بنزايون                       | القابضة للسياحة والفنادق والسينما                   |                    | هي إحدى الشركات المدمجة حاليا في هانو بنزايون التابعة للشركة القابضة للسياحة والفنادق والسينما إحدى شركات وزارة قطاع الأعمال العام. | [ 4 ]                       |
|                                     | شملا |                    | كليمان شملا                         | صيدناوي وبيع المصنوعات             | القابضة للسياحة والفنادق والسينما                   |                    | تأسست محلات شملا على يد كليمان شملا وهو يهودي من أصل فرنسي وبشراكة شقيقيه ديفيد وفيكتور. أممت الشركة في إبان ثورة 23 يوليو، وتم دمجها حاليا في شركة صيدناوي وبيع المصنوعات التابعة للشركة القابضة للسياحة والفنادق والسينما إحدى شركات وزارة قطاع الأعمال العام. | [ 6 ]                       |
|                                     | الطرابيشي | --                 |                                     | صيدناوي وبيع المصنوعات             | القابضة للسياحة والفنادق والسينما                   |                    | هي إحدى الشركات المدمجة حاليا في شركة صيدناوي وبيع المصنوعات التابعة للشركة القابضة للسياحة والفنادق والسينما إحدى شركات وزارة قطاع الأعمال العام. | [ 6 ]                       |
|                                     | إسلام |                    |                                     | صيدناوي وبيع المصنوعات             | القابضة للسياحة والفنادق والسينما                   |                    | هي إحدى الشركات المدمجة حاليا في شركة صيدناوي وبيع المصنوعات التابعة للشركة القابضة للسياحة والفنادق والسينما إحدى شركات وزارة قطاع الأعمال العام. | [ 6 ]                       |
|                                     | جروبي |                    | جاكومو جروبي وابنه أكيللي           |                                    |                                                     |                    | تأسست محلات جروبي منذ أكثر من 60 عاما على يد السويسري جياكومو جروبي بمساعدة ابنه اكيللي كمقهى لتقديم المشروبات والحلوى والشوكولاتة والفطائر والبيتزا والفطائر والآيس كريم والكريم شانتيه والمخبوزات وكانت مقراً للقاءات الثوار والسياسيين والأثرياء ورجال الأعمال المصريين. كما كان موقعاً لزيارة الرؤساء والملوك أمثال الرئيس الأمريكي نيكسون ومحمد رضا بهلوي شاه إيران. | [ 7 ]                       |
|                                     | صيدناوي |                    | سليم وسمعان صيدناوي                 | صيدناوي وبيع المصنوعات             | القابضة للسياحة والفنادق والسينما                   | 1913               | تأسست محلات صيدناوي على يد السوريان سليم وسمعان صيدناوي عام 1913. أممت الشركة في الستينيات وتم دمجها مع محلات شملا والطرابيشي وإسلام سنة 1967 تحت اسم شركة الملابس والمنتجات الإستهلاكية، وتملك 70 فرع في كل مدن مصر و65 مخزن. تم دمجها في شركة صيدناوي وبيع المصنوعات التابعة للشركة القابضة للسياحة والفنادق والسينما إحدى شركات وزارة قطاع الأعمال العام. | [ 1 ] [ 6 ]                 |
|                                     | بيع المصنوعات المصرية                                                                                           |                    | طلعت حرب                            | القابضة للسياحة والفنادق والسينما  | وزارة قطاع الأعمال العام                            | 1932               | تأسست شركة بيع المصنوعات المصرية على يد طلعت حرب بمرسوم ملكي في أكتوبر 1932، وبدأت نشاطها عام 1933 بست فروع وبرأسمال 5000 جنيه مصري. تم دمجها في شركة صيدناوي وبيع المصنوعات التابعة للشركة القابضة للسياحة والفنادق والسينما إحدى شركات وزارة قطاع الأعمال العام. | [ 8 ]                       |
|                                     | عمر أفندي أوروزدى باك                                                                                           |                    | أودلف أوروزدي                       | القابضة للسياحة والفنادق والتجارة  | وزارة قطاع الأعمال العام                            | 1856               | تأسست محلات عمر أفندي عام 1856 على يد عائلة أودلف أوروزدي في عهد الخديوى سعيد باشا تحت اسم أوروزدى باك. بدأت أول فروعها في شارع عبد العزيز بالقاهرة لتلبية احتياجات العملاء من المصريين والأجانب. وصممه المعماري راؤول براندن علي طراز الروكوكو عام (1905 - 1906) وهو مكون من ستة طوابق. لمع صيت الشركة كواحدة من أعرق وأشهر السلاسل التجارية في العالم بعد أن اشتراها أحد أثرياء مصر اليهود عام 1921 وأطلق عليها عمر أفندي، حتى قام الرئيس جمال عبد الناصر بتأميمها عام 1957. شهد عام 1967 تحويل شركة عمر أفندي بموجب القرار الجمهوري رقم 544 لسنة 1967 إلى شركة مساهمة مصرية تتبع الشركة القابضة للتجارة. تم بيع الشركة عام 2005 لشركة أنوال السعودية ثم أعيدت إلى ملكية الدولة مرة أخرى عام 2011 وأصبحت تتبع الشركة القابضة للسياحة والفنادق والتجارة إحدى شركات وزارة قطاع الأعمال العام.                                                                                         | [ 9 ]                       |
|                                     | تيرينج |                    | فيكتور تيرينج                       |                                    |                                                     | 1910               | أنشئ المتجر ليكون ضمن أكبر متاجر البيع متعددة الطوابق في القاهرة التي تقدم كل شيء من حيث الأزياء والعطور الباريسية، والقماش الإنجليزي، والمنسوجات النمساوية، والأدوات المنزلية الألمانية. | [ 10 ]                      |
| سلسة متاجر حكومية                   | |                    |                                     |                                    |                                                     |                    | |                             |
|                                     | المصرية لتجارة الجملة المصرية ماركت                                                                             |                    | --                                  | القابضة للصناعات الغذائية          | وزارة التموين والتجارة الداخلية                     | 1968               | هي سلسلة متاجر حكومية مصرية تتبع الشركة القابضة للصناعات الغذائية إحدى شركات قطاع الأعمال العام التابعة لوزارة التموين والتجارة الداخلية. تعمل الشركة في مجال البيع بالتجزئة عن طريق امتلاكها لحوالي 360 فرع منتشرة بجميع أنحاء جمهورية مصر العربية. | [ 11 ]                      |
|                                     | العامة لتجارة الجملة دلتا ماركت                                                                                 |                    | --                                  | القابضة للصناعات الغذائية          | وزارة التموين والتجارة الداخلية                     | 1975               | هي سلسلة متاجر حكومية مصرية تتبع الشركة القابضة للصناعات الغذائية إحدى شركات قطاع الأعمال العام التابعة لوزارة التموين والتجارة الداخلية. تعمل الشركة في مجال البيع بالتجزئة. | [ 12 ] [ 13 ]               |
|                                     | الأهرام للمجمعات الإستهلاكية نيو ماركت                                                                          |                    | --                                  | القابضة للصناعات الغذائية          | وزارة التموين والتجارة الداخلية                     | 1968               | هي سلسلة متاجر حكومية مصرية تتبع الشركة القابضة للصناعات الغذائية إحدى شركات قطاع الأعمال العام التابعة لوزارة التموين والتجارة الداخلية. تعمل الشركة في مجال البيع بالتجزئة برأس مال مرخص به قدره 30 مليون جنيه مصري. | [ 14 ]                      |
|                                     | الأسكندرية للمجمعات الإستهلاكية أليكس ماركت                                                                     |                    | --                                  | القابضة للصناعات الغذائية          | وزارة التموين والتجارة الداخلية                     | 1961               | تأسست الشركة عام 1961 كإحدى شركات المؤسسة المصرية العامة للسلع الغذائية ثم تم اعتبارها إحدى شركات وزارة التموين والتجارة الداخلية بقرار وزير التموين والتجارة الداخلية رقم 124 لسنة 1975، إلى أن صدر قانون قطاع الأعمال العام رقم 203 لسنة 1991 والذي بموجبة تحولت تبعية الشركة إلى الشركة القابضة للمضارب والمطاحن ثم صدر قرار رئيس مجلس الوزراء رقم 36 لسنة 1996 بتأجير الشركة لوزارة التجارة والتموين، إلى أن صدر قرار رئيس مجلس الوزراء رقم 1786 لسنة 2000 بأن تتولى الشركة القابضة للصناعات الغذائية إحدى شركات قطاع الأعمال العام التابعة لوزارة التموين والتجارة الداخلية الصلاحية الممنوحة لها بصفتها مالكة للشركة اعتباراً من 1 سبتمبر 2000. يتمثل نشاط الشركة في البيع بالتجزئة لكافة أنواع السلع الغذائية والسلع المعمرة والأدوات المنزلية والملابس جاهزة والمفروشات وذلك من خلال فروعها المنتشرة بمدينة الإسكندرية وضواحيها والتي تبلغ 230 فرعاً ويعمل بها حوالي 1000 عامل. | [ 15 ]                      |
|                                     | النيل للمجمعات الإستهلاكية فاميلي ماركت سومانيل                                                                 |                    | --                                  | القابضة للصناعات الغذائية          | وزارة التموين والتجارة الداخلية                     | 1968               | هي شركة مساهمة مصرية تابعة للشركة القابضة للصناعات الغذائية إحدى شركات قطاع الأعمال العام التابعة لوزارة التموين والتجارة الداخلية. تأسست الشركة في 28 أكتوبر 1968 كشركة تابعة للمؤسسة المصرية العامة للسلع الغذائية ثم تحولت إلى شركة تابعة للشركة القابضة للصناعات الغذائية بموجب القانون 203 لسنة 1991. يبلغ رأس مال الشركة المدفوع 3 مليون جنيه مصري كما يبلغ حجم أعمالها 175 مليون جنيه مصري سنويا. تقوم الشركة بتوزيع وبيع السلع الغذائية من خلال منافذ البيع التابعة لها وعددها 198 منفذ كما تقوم بتصنيع وتوزيع الحلويات والمخبوزات وتعبئة وتوزيع اللحوم والأسماك المصنعة وتعبئة وتوزيع الخل وتعبئة وتوزيع السكر والأرز والبقوليات والدقيق لنفسها وللغير. | [ 16 ] [ 17 ]               |
|                                     | المصرية لتوزيع الأسماك                                                                                          |                    | --                                  | القابضة للصناعات الغذائية          | وزارة التموين والتجارة الداخلية                     |                    | هي شركة مساهمة مصرية تابعة للشركة القابضة للصناعات الغذائية إحدى شركات قطاع الأعمال العام التابعة لوزارة التموين والتجارة الداخلية. | [ 18 ]                      |
|                                     | الشركة المصرية لتسويق اللحوم والدواجن والتوريدات الغذائية                                                       |                    | --                                  | القابضة للصناعات الغذائية          | وزارة التموين والتجارة الداخلية                     |                    | هي شركة مساهمة مصرية تابعة للشركة القابضة للصناعات الغذائية إحدى شركات قطاع الأعمال العام التابعة لوزارة التموين والتجارة الداخلية أنشئت الشركة عام 1968 وتدرج رأس المال في الزيادة حتى بلغ في 30/6/2013 بمبلغ8500 ألف جنيه لتزاول أنشطة تجارة الجملة في تجارة المواشي واللحوم والدواجن بأنواعها وتصنيع وتعبئة اللحوم وكذلك التوريدات الغذائية لكافة الجهات والهيئات مثل الجامعات والمستشفيات. | [ 19 ]                      |
|                                     | فروع جهاز الخدمات العامة للقوات المسلحة صن مول، أكتوبر ماركت، أسواق بدر، الميثاق، التوفيق، مجمعات الأمن الغذائي |                    | --                                  | جهاز الخدمات العامة للقوات المسلحة | وزارة الدفاع المصرية                                |                    | يقوم جهاز الخدمات العامة للقوات المسلحة عن طريق منافذ البيع والمجمعات والمولات السوقية التابعه له، والتي يصل عددها الي 341 منفذا بمحافظات جمهورية مصر العربية، بتوفير احتياجات ومستلزمات المواطنين من السلع التموينية والمواد الغذائية بأسعار تقل عن مثيلاتها بالسوق المحلي بنسبة تتراوح ما بين 10% الي 25%، وذلك بهدف التصدي للممارسات الاحتكارية وغلاء الاسعار التي يفرضها بعض التجار داخل السوق المصري. | [ 20 ]                      |
| سلسة متاجر عالمية لها فروع داخل مصر | |                    |                                     |                                    |                                                     |                    | |                             |
|                                     | سينسبري |                    |                                     |                                    | سلسلة متاجر عالمية انجليزية                         | 1869               | سينسبري هي سلسلة متاجر إنجليزية كبرى تختص في البيع بالتجزئة. دخلت السوق المصري عام 1999 وخرجت منه بعد عامين على إثر الخسائر التي حققتها نتيجة حملات مقاطعة بضائعها بسبب إشاعة التجار المحليين بانتساب المتاجر لملاك يهود، وتزامن ذلك مع المصادمات الدامية بين الفلسطينين والإسرائيلين. | [ 21 ]                      |
|                                     | ماكرو |                    |                                     | مجموعة ماكرو العالمية              | مجموعة مترو كاش أند كاري سلسلة متاجر عالمية ألمانية |                    | دخلت شركة مترو كاش أند كاري إلى السوق المصري في 18 مايو 2008 وافتتحت أول فروعها لبيع الجملة تحت اسم ماكرو في يونيو 2010 وافتتحت الفرع الثاني في أكتوبر 2010. في عام 2014 أعلنت مجموعة ماكرو العالمية عزمها تصفية أعمالها في مصر عقب تعرض خطتها الإستثمارية في مصر لعدة مشاكل أبرزها تعرض أحد فرعيها للسرقة أثناء الإنفلات الأمني خلال ثورة 25 يناير. | [ 22 ]                      |
|                                     | كارفور |                    |                                     | مجموعة ماجد الفطيم                 | سلسلة متاجر عالمية فرنسية                           | 1856               | كارفور هي سلسلة متاجر عالمية فرنسية. وهي من أكبر السلاسل التجارية في العالم من حيث الحجم وثاني أكبر مجموعة لمنتجات التجزئة في العالم من حيث الدخل بعد وول مارت. تمتلك فروع كارفور في مصر مجموعة ماجد الفطيم الإماراتية، بعدما حصلت على امتياز استخدام اسم المجموعة الفرنسية على شبكتها في منطقة الشرق الأوسط. | [ 23 ]                      |
|                                     | سوبيكو |                    |                                     |                                    |                                                     |                    | |                             |
|                                     | لولو |                    |                                     | مجموعة لولو الدولية                | سلسلة متاجر إماراتية                                |                    | دخلت شركة لولو العالمية لتجارة التجزئة السوق المصري عام 2015 وقررت إقامة 4 سلاسل تجارية وأسواق حديثة افتتحت أولاها بمنطقة التجمع الأول بمدينة القاهرة الجديدة | [ 24 ]                      |
|                                     | بنده |                    |                                     | مجموعة صافولا                      | سلسلة متاجر سعودية                                  |                    | دخلت شركة بنده العالمية لتجارة التجزئة السوق المصري عام 2015 وقررت إقامة 16 سلسلة تجارية وأسواق حديثة افتتحت أولاها تحت اسم "بنده سوبر" بمدينة السادس من أكتوبر | [ 25 ]                      |
|                                     | بيم |                    |                                     |                                    | سلسلة متاجر تركية                                   |                    | تمتلك الشركة حالياً 110 فرع داخل مصر، وتستهدف افتتاح 300 فرع بالسوق المحلي خلال الأعوام المقبلة لتغطية احتياجات السوق من المواد الغذائية. | [ 26 ] [ 27 ] [ 27 ] [ 28 ] |
|                                     | أسواق عبد الله العثيم                                                                                           |                    |                                     |                                    | سلسلة متاجر سعودية                                  |                    | دخلت الشركة السوق المصري في بداية عام 2016. | [ 29 ]                      |
|                                     | فريش مارت |                    |                                     | شركات لوبلو المحدودة               | سلسلة متاجر كندية                                   |                    | |                             |
| سلسة متاجر خاصة مصرية               | |                    |                                     |                                    |                                                     |                    | |                             |
|                                     | سبينس |                    | آرثر سبينس                          |                                    |                                                     | 1924               | سبينس (هايبر ماركت) هي سلسلة متاجر للبيع بالتجزئة تأسست عام 1924 في ضواحي مدينة الإسكندرية بمصر على يد آرثر سبينس بهدف بيع منتجات البقالة الطازجة ذات الجودة العالية بأسعار عادلة. قبيل أن يحل عام 1960 نمت المتاجر إلى سلسلة محلات للبيع بالتجزئة وانتشرت في كل من لبنان وفلسطين والأردن كما زودت فرق استكشاف البترول بالخليج العربي بإحتياجاتها من الغذاء. فتحت سلسلة المحلات أبوابها للعامة بلبنان في عام 1940 في سوق بيروت القديم وتبعه افتتاح فروع في كل من الروشة وفردان والجناح عام 1970 ولكن أغلقت المحلات فروعها بلبنان بسبب الحرب الأهلية اللبنانية ثم عادت وافتتحت فروعها في عام 1998 من خلال فرع ضخم بمنطقة ضبية تبعه افتتاح 7 فروع أخرى بالإضافة إلى التوسع الإقليمي في كل من مصر وقطر والأردن والإمارات. |                             |
|                                     | هايبر وان |                    | محمد الهواري                        |                                    |                                                     | 2005               | هايبر وان هي سلسلة متاجر مصرية كبرى تختص في البيع بالتجزئة. تأسست عام 2005 على يد محمد الهواري، وتمتلك الشركة حاليا فرعان رئيسين بالسادس من أكتوبر والعاشر من رمضان، ويعمل بها أكثر من 2500 موظف. |                             |
|                                     | سعودي |                    | محمد سعودي                          | يونايتد جروسرز                     |                                                     | 1938               | سعودي ماركت هي سلسلة متاجر مصرية تعمل في مجال البيع بالتجزئة أنشئت عام 1938 على يد محمد سعودي. وتمتلك حاليا عدة أفرع منتشرة في مختلف أنحاء جمهورية مصر العربية. في عام 2014 أحيلت إدارة سلسلة المتاجر إلى الدولة بسبب اتهام مالكها بتمويل جماعة الإخوان المسلمين. وفي يناير 2015 قضت محكمة القضاء الإداري بوقف تنفيذ قرار التحفظ على أموال الشركة. | [ 30 ]                      |
|                                     | فتح الله |                    | مسعد فتح الله                       | شركة مسعد فتح الله وأخوته          |                                                     | 1994               | بدأت محلات فتح الله نشاطها التجاري عام 1948، وافتتحت أول فروعها لبيع التجزئة بسعر الجملة في عام 1994، وتمتلك حالياً 23 فرع على مستوى جمهورية مصر العربية تنتشر في كل من الاسكندرية، القاهرة، الغربية، البحيرة، مرسى مطروح. | [ 31 ]                      |
|                                     | مترو ماركت |                    | يوسف منصور                          | مجموعة منصور                       |                                                     | 1997               | مترو ماركت هي سلسلة متاجر مصرية تعمل في مجال البيع بالتجزئة أنشئت عام 1997 وتم افتتاح أول فروعها بمنطقة مصر الجديدة وهي إحدى الشركات التابعة لمجموعة منصور وتمتلك حتى الآن 48 فرعاً منتشرة في القاهرة، الجيزة، الإسكندرية، المنصورة والإسماعيلية وشرم الشيخ والغردقة وبورسعيد. | [ 32 ]                      |
|                                     | خير زمان |                    | يوسف منصور                          | مجموعة منصور                       |                                                     | 2007               | خير زمان هي سلسلة متاجر مصرية تعمل في مجال البيع بالتجزئة وتمتلك حتى الآن 38 فرعاً منتشرة في جميع أنحاء مصر. | [ 32 ]                      |
|                                     | محمود الفار |                    |                                     |                                    |                                                     |                    | |                             |
|                                     | زاد |                    |                                     |                                    |                                                     | 2012               | زاد ماركت هي سلسلة متاجر مصرية تعمل في مجال البيع بالتجزئة أنشئت عام 2012 وتم افتتاح أول 15 فرع لها بمنطقة بمدينة نصر وهي إحدى الشركات التابعة لمجموعة نماء وتمتلك حاليا عدة أفرع منتشرة في مختلف أنحاء جمهورية مصر العربية. في عام 2014 أحيلت إدارة سلسلة المتاجر إلى الدولة بسبب اتهام مالكها بتمويل جماعة الإخوان المسلمين. |                             |
|                                     | أسواق المرشدي                                                                                                   |                    |                                     |                                    |                                                     |                    | |                             |
|                                     | فريش فود ماركت                                                                                                  |                    | يوسف منصور                          | مجموعة منصور                       |                                                     |                    | | [ 33 ]                      |
|                                     | المحمل |                    | شركة المحمل للتجارة العامة          | أولاد رجب                          |                                                     |                    | المحمل هي سلسلة متاجر مصرية تمتلك عدد فروع يصل إلى 40 فرعاً. وتأسست الشركة المالكة لها منذ 25 عاماً. وفي يونيو 2014 استحوذت شركة أولاد رجب على منافستها «المحمل» لترفع الأولى حصتها السوقية من محال التجزئة إلى 66 فرعاً بدلاً من 37 فرعاً. | [ 34 ] [ 35 ]               |
|                                     | أولاد رجب |                    | مصطفى رجب                           |                                    |                                                     | 1970               | أولاد رجب ماركت هي سلسلة متاجر مصرية تعمل في مجال البيع بالتجزئة أنشئت عام 1970 كمؤسسة لتجارة الجملة، وفي عام 1989 أسست أولى فروعها في نشاط تجارة التجزئة في منطقة مصر الجديدة، وتمتلك حاليا 30 فرعاً في القاهرة وشرم الشيخ ومارينا والمنصورة والأقصر وأسيوط. | [ 36 ]                      |
|                                     | كازيون |                    |                                     |                                    |                                                     |                    | | [ 37 ]                      |
|                                     | أبو ذكري |                    |                                     | شركة الرواد لأسواق الجملة          |                                                     | 1986               | بدأت محلات أبو ذكري نشاطها في مجال محات البقالة التقليدية عام 1935 وأنشأت أول فروع سلسلتها للبيع بالتجزئة في مارس 1986 وتمتلك حالياً أكثر من 21 فرع داخل جمهورية مصر العربية. | [ 23 ]                      |
|                                     | ألفا ماركت |                    |                                     |                                    |                                                     | 1984               | بدأت سلاسل ألفا ماركت عام 1984 بعد التحول من نظام البقال العادي والدخول الي نظام سوق المجمعات السلعية المتنوعة وتضم السلسلة حالياً عدة فروع داخل جمهورية مصر العربية. | [ 23 ] [ 38 ]               |
|                                     | الفرجاني |                    |                                     |                                    |                                                     | 1947               | |                             |
|                                     | الراية |                    |                                     |                                    |                                                     |                    | تأسس سوبر ماركت الراية في التسعينيات وتوظف اليوم أكثر من حوالي 3500 عامل. | [ 39 ]                      |
|                                     | زهران ماركت |                    |                                     |                                    |                                                     |                    | | [ 40 ]                      |
|                                     | مزارع دينا |                    |                                     |                                    |                                                     |                    | | [ 41 ]                      |
|                                     | مركاتو |                    |                                     |                                    |                                                     |                    | |                             |
|                                     | هيلثي & تيستي                                                                                                   |                    |                                     |                                    |                                                     |                    | |                             |

## أُنظر أيضاً
- وزارة الاستثمار المصرية.
- وزارة قطاع الأعمال العام
- القابضة للسياحة والفنادق والسينما.
- القابضة للصناعات الغذائية.
- القومية للتشييد والتعمير.
- بيوت الأزياء الراقية.
- الأزياء الحديثة.
- الملابس والمنتجات الإستهلاكية.